# Maials (Santa Cecília de Voltregà)
Maials és una masia de Santa Cecília de Voltregà (Osona) inclosa a l'Inventari del Patrimoni Arquitectònic de Catalunya.

## Descripció
Casa d'un sol cos inicial, coberta a doble vessant, amb planta baixa i un pis. A la planta hi ha la cuina i els serveis, al primer pis la sala i les habitacions al voltant. Té un gran terrat a la part de davant de la casa, amb una barana de ferro. Està feta de pedra i tota arrebossada i pintada de blanc (emblanquinada). Presenta grans carreus de pedra a les cantonades per tal de protegir millor l'alçat.

## Història
Correspon a una masia d'estructura clàssica, de tipologia semblant a la majoria de les de la comarca. Ha estat restaurada però, en general conserva l'estructura original sense haver sofert cap ampliació.